# Groupe Telfrance
Le groupe Telfrance est composé de sociétés de production de fictions. Créé en 1949, il regroupe 19 sociétés en 2020 et produit, notamment, Plus belle la vie, Demain nous appartient, Candice Renoir, Cassandre, Ici tout commence, Nina, parmi les plus récentes.

## Historique
En 2008 l'homme d'affaires Fabrice Larue rachète Telfrance pour 100 millions d'euros à la famille fondatrice. Au début de l'année 2010, il rachète 60 % des parts de l'agence de presse Capa et regroupe alors Telfrance et Capa au sein de Newen. Après l’achat de 17 JUIN, Newen est vendu à 70% au Groupe TF1 en janvier 2016. En juin 2018, TF1 se renforce et monte au capital pour détenir quasiment 100% du Groupe de production diversifié.

## Filmographie
- 1961 : Le temps des copains
- 1963 : Janique Aimée
- 1963 : Thierry la Fronde
- 1964 : Rocambole
- 1965 : Foncouverte
- 1965 : Seule à Paris
- 1966 : Allo Police
- 1966 : Vive la vie
- 1967 : Salle n°8
- 1968 : Thibaud ou les croisades
- 1968 : Affaire Vilain contre Ministère public
- 1971 : Mon seul amour
- 1971 : Les Gens de Mogador
- 1979 : Médecins de nuit
- 1982 : Merci Bernard
- 1984 : Châteauvallon
- 1988 : Le Vent des moissons
- 1989 : Orages d'été
- 1990 : Orages d'été, avis de tempête
- 1990 : Commissaire Moulin
- 1992 : Les Cœurs brûlés
- 1993 : Les Grandes Marées
- 1992-2008 : Les Cordier, juge et flic
- 1996 : Terre indigo
- 1997 : Le Rouge et le Noir
- 1998-2008 : P.J.
- 1998-2014 : Louis la Brocante
- 2002-2011 : Sœur Thérèse.com
- 2003 : Lagardère
- 2003 : Lola, qui es-tu Lola ?
- 2004 : Les Montana
- 2004-2022 : Plus belle la vie
- 2006 : Les Secrets du volcan
- 2006 : L'Affaire Villemin
- 2007 : Le Réveillon des bonnes
- 2009 : Un homme d'honneur
- 2009 : Pour ma fille
- 2009-2012 : Enquêtes réservées
- 2010 : Mademoiselle Drot
- 2010 : Frères
- 2011 : Les Edelweiss
- 2011-2017 : Le Sang de la vigne
- 2011-2016 : La smala s'en mêle
- 2012 : Les Opérateurs
- 2012- : Candice Renoir
- 2013 : La Malédiction de Julia
- 2013 : Dommages collatéraux
- 2013 : La Source
- 2013 : Une vie en Nord
- 2014 : Famille et Turbulences
- 2014 : Le Port de l'oubli
- 2014 : Vogue la vie
- 2015-2021 : Nina
- 2015- : Cassandre
- 2017- : Demain nous appartient
- 2018- : Le Voyageur
- 2020 : Pourquoi je vis
- 2020- : Ici tout commence
- 2024- : Plus belle la vie, encore plus belle